# Artaxa lunula
Artaxa lunula är en fjärilsart som beskrevs av Bethune-Baker 1908. Artaxa lunula ingår i släktet Artaxa och familjen tofsspinnare. Inga underarter finns listade i Catalogue of Life.